# Brama św. Jakuba w Toruniu

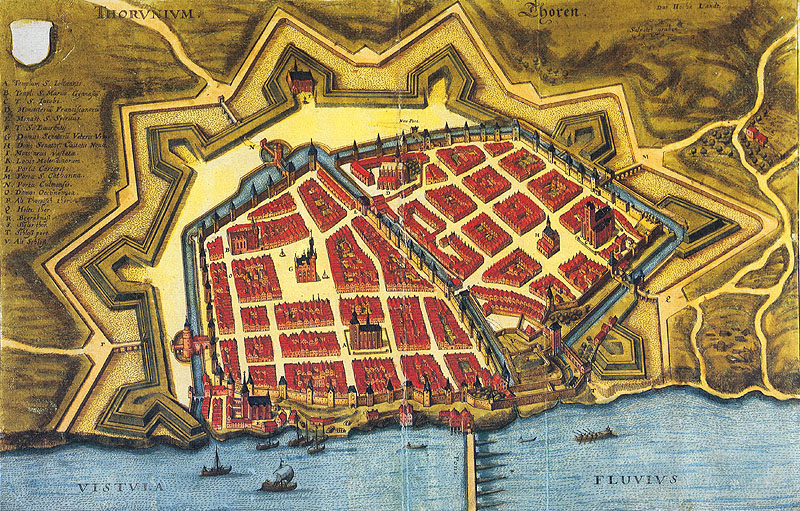
Plan Torunia z 1641 roku z widoczną na wschodzie Bramą św. Jakuba

Brama św. Jakuba także Brama Drzewna – brama Nowego Miasta w Toruniu. Zburzona pod koniec XIX w. 

## Historia
Brama została wzniesiona w XIII w., w XV w. rozbudowana. Została zburzona w 2. połowie XIX wieku, a na jej miejscu wybudowano nową Bramę św. Jakuba, przebudowaną w latach 1880-85 i zburzoną pod koniec XIX w.
Brama była również nazywana Bramą Drzewną, gdyż w jej pobliżu składowano drewno.